# Leptolophus
Leptolophus is een geslacht van uitgestorven perissodactyle zoogdieren dat behoort tot de Palaeoteriidae. Het leefde in het Midden - Laat-Eoceen (ongeveer 40 - 35 miljoen jaar geleden) en zijn fossiele overblijfselen zijn gevonden in Europa.

## Beschrijving
Leptolophus staat bijna in wezen bekend om zijn schedelfossielen en om zijn hele uiterlijk te reconstrueren moeten we vertrouwen op vergelijkbare dieren zoals Plagiolophus. Net als de laatste was Leptolophus waarschijnlijk bedeeld met een robuust lichaam en sterke maar relatief slanke ledematen; het is waarschijnlijk dat de bouw dunner was dan die van Plagiolophus vanwege de structuur van de schedel, die slanker is dan bij Plagiolophus. De schedel was in feite lang en smal, met een langwerpig antorbitaal gezichtsgebied, een matig verzonken neusopening en een vrij langwerpig diasteem achter de hoektanden. Het gebit van Leptolophus werd gekenmerkt door lophodonte molaren; de tanden waren zeer heterodontisch en relatief hoog gekroond. Daarnaar verwijst de geslachtsnaam: de "smalkam". Daarnaast was gelaagd tandcement aanwezig.

## Classificatie
Het geslacht Leptolophus werd voor het eerst beschreven in 1965 door Remy op basis van fossielen die in Frankrijk zijn gevonden in bodems uit het Midden-Eoceen (Barton). De typesoort is Leptolophus stehlini benoemd op basis van holotype FSL 5104, een bovenkaaksbeen, maar ook Leptolophus nouleti en Leptolophus magnus gebaseerd op bovenkaaksbeen NMB Rb-312 zijn bekend, allen afkomstig uit het Franse Midden-Eoceen. Er zijn weinig fossiele overblijfselen bekend die worden toegeschreven aan het geslacht Leptolophus uit Spanje en die dateren uit het eerste deel van het Laat-Eoceen (Priabonien) (Badiola et al., 2002).
Leptolophus maakt deel uit van de paleoteriden, een groep perissodactyle zoogdieren die lijkt op paardachtigen, maar wordt gekenmerkt door een ander type ontwikkeling van de ledematen en tanden en daarom wel "pseudopaarden" wordt genoemd. In het bijzonder was Leptolophus verwant aan de bekende Plagiolophus, maar had een kortere evolutionaire geschiedenis dan de laatste en stierf uit voor het einde van het Eoceen. Andere mogelijke verwanten van Leptolophus zouden endemische vormen van het Laat-Eoceen van Spanje kunnen zijn, zoals Franzenium en Cantabrotherium (Remy, 1998).

## Paleo-ecologie
Een onderzoek naar de morfologie van de schedel van Leptolophus geeft aan dat bij dit dier, in tegenstelling tot de paardachtigen, de grotere kracht in de kauwfase werd uitgeoefend door de achterste tanden. De studie zou ook aangeven dat Leptolophus een slank zoogdier was dat in open gebieden leefde, zich voedde met kruidachtige planten en bladeren die uit gebieden dicht bij de grond waren gescheurd. Verder lijkt het erop dat de tanden van deze dieren enigszins ontoereikend waren in verhouding tot hun dieet, vanwege de mate van slijtage van de tanden en de talrijke inkepingen op het tandglazuur; deze veronderstelde ontoereikendheid kan echter zijn gecompenseerd door een vrij hoge mate van hypsodontie (hoge tandkronen). Deze ontoereikendheid zou echter de oorzaak kunnen zijn van de korte levensduur van dit geslacht van paleoteriden, die zich niet konden aanpassen aan de klimaatveranderingen die plaatsvonden tijdens het Laat-Eoceen (Remy, 1998).